# الجاو (النادرة)

تعديل مصدري - تعديل

الجاو محلة تابعة لقرية الصيرة، التابعة لعزلة العارضة بمديرية النادرة إحدى مديريات محافظة إب في الجمهورية اليمنية، بلغ تعداد سكانها 35 حسب تعداد اليمن لعام 2004.